# Batalla de Faenza
La Batalla de Faenza, también conocida como la Batalla de Castel Bolognese el 3 de febrero de 1797 se dio entre 7.000 soldados del Ejército de los Estados Pontificios comandado por Michelle Colli frente a 9.000 tropas del Ejército francés bajo el mando de Claude-Victor Perrin. Las tropas francesas veteranas rápidamente invadieron el ejército papal, infligiendo bajas desproporcionadas. La ciudad de Castel Bolognese estaba ubicada a orillas del río Senio 40 kilómetros (25 mi) al sureste de Bologna, y la ciudad de Faenza  también estaba cerca. La acción tuvo lugar durante la Guerra de la Primera Coalición, como parte de las Guerras Revolucionarias Francesas.

## Antecedentes

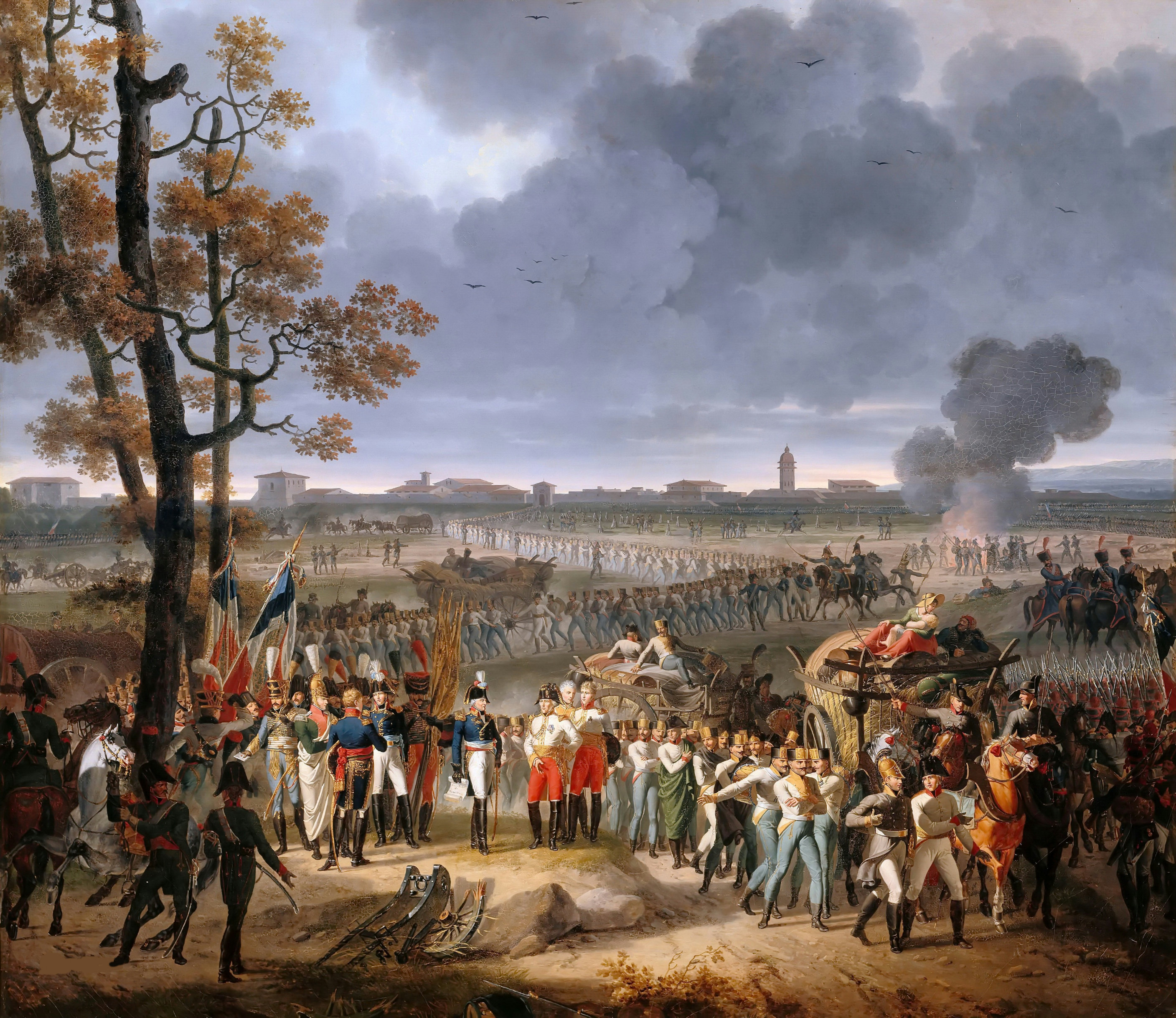
El sitio de Mantua terminó con una victoria francesa.

El Sitio de Mantua llegó a su fin el 2 de febrero de 1797, cuando el Mariscal de campo Dagobert Sigismund von Würmser capituló ante el ejército del General Napoleón Bonaparte. Solo 16.000 miembros de la guarnición fueron capaces de marchar como prisioneros de guerra. Dejando al General Jean-Mathieu-Philibert Sérurier para supervisar la rendición, Bonaparte invadió Romaña, que formaba parte de los Estados Pontificios. El ejército papal estaba dirigido por el general italiano Michelle Colli, un veterano de la Guerra de los Siete Años. Colli había servido en el ejército del Reino de Cerdeña-Piamonte de 1793 a 1796 y se había enfrentado antes a Bonaparte en la desastrosa Campaña de Montenotte. Era un oficial inteligente y capaz, pero a veces había que llevarlo en camilla debido a viejas heridas.
El Ejército Revolucionario Francés estaba altamente calificado y recién salido de recientes éxitos en Italia. El ejército papal, por otro lado, constaba de varios "regimientos permanentes" regulares reforzados por batallones de milicia o escuadrones de caballería organizados en la ciudad o entrenados regionalmente llamados en tiempos de necesidad. Esto era típico de muchos ejércitos estatales italianos menores de este período, incluido el ejército sardo-piamontés derrotado por Bonaparte en 1796. El ejército papal incluía varios batallones de guarnición de fortalezas, encargados de defender las fortalezas estatales que salpicaban la costa, los puertos y las ciudades principales. A lo largo del siglo XVIII, la pequeña fuerza pontificia había reclutado su cuerpo de oficiales nombrando a personas que podían reclutar a un número variable, desde 100 hombres para una lugartenencia hasta 1.600 para un coronel. El entrenamiento reflejó una cultura militar obsoleta con énfasis en ejercicios espirituales. El resultado en 1797 fue una fuerza con escasos recursos y dirigida de manera poco profesional, adecuada para funciones policiales dentro de los Estados Pontificios pero no para enfrentarse a los franceses altamente motivados y experimentados.

## Batalla
El 3 de febrero, Victor vio las tropas de Colli en el Senio en el Castel Bolognese cerca de Faenza. La artillería papal comenzó a disparar contra las fuerzas francesas que avanzaban, causando bajas. Luego, el ejército francés lanzó un asalto sobre el Senio, dispersando a la infantería y la caballería papales y capturando 14 cañones de artillería. El ejército francés hizo un trabajo rápido con sus adversarios: con una pérdida de 100 bajas, los soldados de Víctor infligieron 800 bajas a las tropas papales. Además,los franceses capturaron 1.200 hombres, 14 piezas de artillería, ocho cajones y ocho colores militares. El cuerpo de Víctor incluía una reserva de granaderos comandada por el General Jean Lannes.

## Consecuencias
El puerto de Ancona se rindió a Víctor el 9 de febrero con su guarnición papal de 1.200 hombres y 120 cañones de artillería. No hubo bajas francesas. Por el Tratado de Tolentino del 19 de febrero, el Papa Pío VI se vio obligado a entregar obras de arte, tesoros, territorio y 30 millones de francos a Francia.

## En la cultura popular
La derrota fue registrada no sólo por revolucionarios como Francesco Saverio Salfi (quien escribió una pantomima satírica al respecto), sino también con sarcasmo por el conde reaccionario Monaldo Leopardi y mucho más tarde por su hijo, el poeta Giacomo Leopardi.